# Cristo benedicente (Cima da Conegliano)
Il Cristo benedicente è un dipinto eseguito da Cima da Conegliano. È realizzato a olio su legno di pioppo. Si trova a Dresda, alla Gemäldegalerie Alte Meister.